# Model tekočega mozaika
Model tekočega mozaika je teorija, s katero se v celični biologiji razlaga zgradbo in funkcijo celične membrane (tudi plazmaleme). Model predvideva, da vsaka membrana sestoji iz lipidnega dvosloja, v katerem so vstavljene različne beljakovine. Lipidni dvosloj gradijo fosfolipidi, ki so amfipatični (tudi amfifilni), ker njihovo »glavico« gradijo polarne in hidrofilne molekule (alkohol glicerol in navadno tudi molekula holin), »repek« pa vsebuje dve dolgi verigi maščobnih kislin, ki sta nepolarni in dajeta temu delu hidrofobne lastnosti. Lipidni dvosloj membrani omogoča fluidnost in elastičnost. Na njej občasno najdemo molekule ogljikovih hidratov, ki lahko sestavljajo zunajcelično plast, imenovano glikokaliks.
Biološki model sta leta 1972 predlagala ameriški celični biolog Seymour Jonathan Singer in ameriški biokemik Garth L. Nicolson ter celično membrano opisala kot dvodimenzionalno tekočino, ki zgolj do neke mere dovoljujejo bočno difuzijo svojih komponent. Na nekaterih delih membrane pa po njuni hipotezi obstajajo območja s posebnimi lipidi in beljakovinami (običajno s povečanim deležem sfingolipidov in steroida holesterola), ki so skoraj nepremični in zato vzpodbujajo nastanek tako imenovanih lipidnih splavov (tudi raftov). Tamkajšnji lipidni dvosloj je debelejši. Posebni nabor lipidov in beljakovin lahko vzpodbudi tudi nastanek specifičnih glikoproteinskih kompleksov, ki jih sestavljajo beljakovine, na katere so vezani razni ogljikovi hidrati. Model hkrati predvideva, da na posameznih mestih celične membrane obstajajo povezave s citoskeletnimi elementi (denimo mikrotubuli, mikrofilamenti in intermediarnimi filamenti) in zunajcelično tekočino, kar je ključno za odvijanje mnogih celičnih procesov (vse od celičnega sporočanja, endocitoze, eksocitoze, programirane celične smrti ali apoptoze, celične delitve in drugih). Za zdaj velja, da model tekočega mozaika najbolj točno pojasnjuje celično membrano in procese, v katere je vključena.

## Kemična zgradba
Glavni članek: Lipidni dvosloj
Lipidni dvosloj gradijo štiri ključne komponente: fosfolipidi (osnovni gradniki, ki so še posebej prepoznavni zaradi svojih polarnih in nepolarnih lastnosti), beljakovine (različni tipi, ki se delijo glede na mesto v celični membrani in procese, v katerih sodelujejo), holesterol (celični membrani živalskih celic daje trdnost in stabilnost) in ogljikovi hidrati (največkrat so vezani na beljakovine in večinoma sodelujejo pri celičnemu sporočanju).

## Eksperimentalni dokazi
Membransko viskoznost ali fluidnost so določili s pomočjo poskusov, kjer so uporabljali kalorimetrijo in rentgensko kristalografijo. Rezultati so pokazali, da se integralne beljakovine (beljakovine, ki so vstavljene v celično membrano) gibljejo v odvisnosti od tekočnosti lipidnega dvosloja, v katerem se nahajajo. Hkrati je iz raziskav razvidno, da molekule v plazmalemi niso nepremične, ampak so dinamične strukture, ki prav na tak način opravljajo številne biokemijske funkcije.
Prejšnji modeli bioloških membran vključujejo Robertsonov model (Robertson Unit Membrane Model), ki je predvideval, da obstajajo tri membranske plasti (dve beljakovinski in ena fosfolipidna), in podoben model Davidsona ter Daniellija (Davidson-Danielli Tri-Layer model), kjer fosfolipidna plast leži med dvema beljakovinskima. Vzporednica teh dveh modelov je hipoteza, da beljakovine v membrani nastopajo kot plasti, ki pokrivajo fosfolipide, in ne kot gradniki dvoslojne plasti fosfolipidov. Ostali modeli bioloških membran so prav tako na svojstven način opisovali ponavljajoče se plasti beljakovin in lipidov.
Ključen poskus, ki je dodatno podprl viskoznost celične membrane in dinamične biokemijske procese, ki tam potekajo, sta izvedla biologa Frye in Edidin. Uporabila sta virus vrste Murine respirovirus. S pomočjo tega sta povzročila zlitje (ali fuzijo) človeške in mišje celice, ki sta zaradi tega tvorili somatski celični križanec, imenovan heterokarion (večjedrno celico, ki vsebuje jedra z različno dednino). S posebnimi tehnikami, ki vključujejo obarvanje protiteles s pigmenti, sta pokazala, da so bile na začetku človeške in mišje beljakovine na ločenih predelih, a so sčasoma ta območja zapustile, hkrati je izginila navidezna meja med nekdanjima samostojnima celicama. Z zniževanjem temperature pa se je difuzija upočasnila, ker velja, da delci pri nižjih temperaturah potujejo počasneje, saj je nižja njihova kinetična energija. Obenem je ves lipidni dvosloj pri nizki temperaturi prešel v gel (poltrdno) stanje, ki je manj tekoče. Temperaturo, pri kateri celična membrana prehaja iz tekočega (ali poltekočega) v poltrdno stanje, imenujemo temperatura faznega prehoda. Spoznanja tega poskusa sta uporabila Singer in Nicolson za postavitev modela tekočega mozaika.
Model tekočega mozaika uspešno razloži spremembe v strukturi in delovanju celičnih membran pod vplivom različnih temperatur, hkrati so pojasnjene povezave membranskih beljakovin z biotskimi membranami. Četudi v času, ko sta Singer in Nicolson razvijala svojo teorijo, mnoge citološke tehnike še niso bile razvite, sta naredila pravilne sklepe, kar danes podpirajo moderne metode fluorescenčne mikroskopije.

## Razširitve teorije

### Asimetričnost membrane
Celična membrana ni na vseh mestih enaka, hkrati si nista med seboj enaki niti obe fosfolipidni plasti, ki gradita dvosloj. Prav zato se jo deli na več območjih, ki jih definirajo posebni skupki beljakovin in lipidnih molekul, pomemben kriterij pa so tudi biološki procesi, ki se na posameznih mestih odvijajo. Holesterol in beljakovine, ki se z njim vežejo, lahko tvorijo lipidne splave (rafte), ki so območja razmeroma nepremičnih molekul, na katera so omejeni nekateri celični signalni procesi. Dodaten primer asimetrije je pokazalo delo Mouritsena in Blooma leta 1984, ko sta predlagala, da membrane variirajo v debelini in kemijskih lastnostih membranskih beljakovin (denimo polarnosti, nepolarnosti, hidrofobnosti in hidrofilnosti).

### Membrane, ki jih ne gradi lipidni dvosloj
Kmalu po objavi modela tekočega mozaika je sledila potrditev obstoja membran, ki ne sestojijo iz lipidnega dvosloja in obenem opravljajo ključne biološke funkcije. Te membrane naj bi bile precej pomembne, kadar je nujna tvorba novih membran, kar se zgodi denimo med celično delitvijo in nastajanjem raznih tipov celičnih stikov. V letu 2002 je bilo pokazano, da dvoslojne celične membrane pri nekaterih vrstah arhej nadomeščajo enoslojne, ki pa jih prav tako večinsko gradijo fosfolipidi. Da se še vedno ohranja amfifilnost molekul, se pri teh prokariontih posamezne fosfolipidne molekule spajajo v eno, ki ima tako dve polarni »glavici« in je posledično mogoča tvorba lipidnih veziklov. Potreba po takšnih membranah naj bi izvirala iz življenjskega okolja arhej, ker te prebivajo v ekstremnih razmerah (mnoge so ekstremofili).

### Nagubanost membran
Fosfolipidni dvosloj ni vedno raven. Na posameznih mestih se pojavljajo nagubanosti, ki jih običajno povzroča asimetrija ali katere druge posebnosti, ki lahko spremenijo kemijske lastnosti dela membrane. Večje gube se pojavljajo na regijah, kjer so prisotne z glikozilfosfatidilinozitolnim repom (GPI-vezane) sidrane beljakovine, ki med drugim sodelujejo pri zbiranju posameznih molekul v specifičnih membranskih razdelkih in imajo pomembno vlogo pri celični diferenciaciji.

### Gibanje lipidnih molekul v membranah
V predzadnjem desetletju 20. stoletja so ugotovili, da lahko posamezne lipidne molekule difundirajo vzdolž lipidne membrane. Difuzija se odvija pri visokih hitrostih, povprečna hitrost prehodov je okoli 2 mikrometra na sekundo, kar je približno toliko kot dolžina bakterijske celice. Hkrati je bilo opaženo, da se zmorejo individualne lipidne molekule obrniti okoli svoje osi. Nadalje so pokazali, da imajo fosfolipidne molekule sposobnost prehajanja iz enega lipidnega sloja v drugega, četudi se to le redko dogaja, sam proces pa je nadzorovan encimsko. V literaturi je ta pojav znan kot flip-flop ali preskok. Opisani procesi imajo pomembno vlogo pri viskoznosti membrane, celičnem sporočanju, prenosu molekul in delovanju membran nasploh.

## Omejitve pri membranski viskoznosti
Obstaja nekaj dejavnikov, ki omejujejo fluidnost bioloških membran. V večji meri gre za posamezne regije, kjer so prisotne specifične molekule, ki zaradi svojih kemijskih lastnosti onemogočajo visoko raven tekočnosti same membrane. Ta območja lahko nastanejo kot posledica vezave različnih snovi na membrano ali povezovanja membranskih komponent z zunajceličnimi ter znotrajceličnimi strukturami. Pomembnejši so tudi stiki med različnimi tipi citoskeleta in membranskimi beljakovinami ali lipidi. Območja, kjer je bočna (lateralna) difuzija omejena, so ključna pri funkcionalni specializaciji določenih membranskih predelov, na katere se lahko posledično veže mnogo biokemijskih procesov.

### Lipidni splavi
Lipidni splavi so nekoliko debelejše membranske platforme, ki jih definiramo na podlagi prisotnosti specifičnih sestavin; v večji meri lipidne rafte gradijo lipidi (predvsem sfingolipidi in sterol holesterol), precej pa je tudi različnih transmembranskih beljakovin.

### Beljakovinski kompleksi
Membranske celične beljakovine in glikoproteini ne obstajajo kot samostojni gradniki lipidne membrane, kot so sicer predlagala Singer in Nicolson v svoji raziskavi leta 1972. Na podlagi novejših spoznanj je bilo ugotovljeno, da se beljakovine pojavljajo kot skupki oziroma kompleksi. Povezovanje več beljakovin v makromolekulske komplekse je ključno pri oblikovanju struktur, kot so denimo ionski kanali, različni celični stiki in drugo.

### Povezave s citoskeletom in medceličnino
Nekatere beljakovine, ki gradijo lipidni dvosloj, občasno ali vselej tvorijo povezave z medceličnino in citoskeletnimi filamenti znotraj celice (predvsem z aktinskimi filamenti, ki se pojavljajo v celičnem korteksu). Te povezave imajo velik vpliv na obliko celice in njeno delovanje. Hkrati onemogočajo prosto lateralno (gibanje v ravnini celične membrane) difuzijo.
Kadar so integralne beljakovine (tiste, ki so zaradi svoje amfipatičnosti vpete v lipidni dvosloj) vezane z ekstracelularnimi ligandi, je omejena tudi njihova zmožnost difuzije. Nekatere beljakovine, ki se iz lipidnega dvosloja raztezajo v citosol, lahko trčijo s citoskeletnimi elementi in na posameznih točkah se tvorijo vezi, kar ponovno vodi v omejeno lateralno difuzijo.

## Časovnica raziskovanja membran
- 1895 – Britanski fiziolog Ernest Overton postavi hipotezo, da so lipidi glavni gradniki biotskih membran.[16]
- 1925 – Evert Gorter in François Grendel ugotovita, da so rdeče krvničke (eritrociti) narejene iz maščobnega ovoja, ki je debeline dveh molekul.[17]
- 1935 – Angleška biologa Hugh Davson in James Danielli predlagata, da so lipidne membrane zgrajene iz beljakovin in lipidov ter vsebujejo luknjicam podobne strukture, ki omogočajo polprepustno prehajanje določenih molekul. Hkrati postavita svoj model celične membrane, ki temelji na lipidnem enosloju, obdanem z dvema beljakovinskima plastema.[18]
- 1957 – J. David Robertson s pomočjo opazovanj elektronske mikroskopije zatrdi, da so vse biotske membrane v celici (tako plazmalema kot membrane membranskih organelov) enake zgradbe in sestojijo iz dvosloja lipidov ter plasti beljakovin na obeh straneh.[19]
- 1972 – Celični biolog S.J. Singer in biokemik G.L. Nicolson predlagata svoj model tekočega mozaika, ki vključuje tudi razlago delovanja v odvisnosti od temperature.[1]